# Нхаи Пан
Нхаи Пан (на английски: Nxai Pan National Park) е национален парк разположен в северна Ботсвана. В миналото територията на парка е била част от древното езеро Макгадикгади, обхващало огромни територии вкл. и тази на делтата на река Окаванго. Езерото пресъхнало преди около 10 000 години.
Нхай Пан е създаден през 1970 година и е обхващал площ от 1676 km2. През 1992 г. той бива обявен за национален парк и разширява своята площ до 2578 km2.
Районът е богат на дивеч. Тук живеят големи стада от зебри, антилопи гну, импала. Тук живеят и хищни животни като фенек, хиени, гепарди.